# James Savage
James Savage, född 3 december 1978 i Grimsby, Storbritannien, är en brittsk-svensk journalist. 2004 var han en av grundarna av tidningen The Local, där han är ansvarig utgivare och vd sedan 2018. Sedan 2023 är han ordförande för branschorganisationen Sveriges tidskrifter, och sedan 2025 ordförande för Utgivarna. 

## Priser och utmärkelser
- Sveriges tidskrifters stora pris (2021)